# Diocèse de Nuestra Señora de la Altagracia en Higüey
Le diocèse de Nuestra Señora de la Altagracia en Higüey (en latin : Dioecesis a Domina Nostra vulgo de la Altagracia in Higüey, seu Higueyensis ; en espagnol : Diócesis de Nuestra Señora de la Altagracia en Higüey) est un diocèse de l’Église catholique en République dominicaine, suffragant de l’archidiocèse de Saint-Domingue.

## Territoire

Diocèse de la Altagracia en Higüey

Il est situé sur les provinces d'El Seibo, La Romana et La Altagracia qui comprend l'île Saona. Son territoire à une superficie de 5 451 km2 divisé en 36 paroisses. Le siège épiscopal est à Higüey avec la cathédrale-basilique Notre-Dame-de-la-Altagracia où les fidèles vénèrent l'image de Notre-Dame de la Altagracia, qui est la patronne de la République dominicaine.

## Histoire
Le diocèse est érigé le 1er avril 1959 par la constitution apostolique Sollemne est Nobis du pape Jean XXIII en prenant sur le territoire de l'archidiocèse de Saint-Domingue.
Le 21 janvier 1971, le président Joaquín Balaguer inaugure le nouveau sanctuaire à Higüey dédié à Notre-Dame de la Altagracia. Le 17 octobre de la même année, Paul VI lui décerne le titre de basilique; elle devient la cathédrale du diocèse le 15 août 1973.
Le 12 octobre 1992, lors de sa seconde visite dans le pays, le pape Jean-Paul II couronne l'image de La Altagracia. Le pape François envoie une rose d'or au sanctuaire le 15 août 2022.

## Évêques
- Juan Félix Pepén y Soliman (1959-1975)
- Hugo Eduardo Polanco Brito (1975-1995)
- Ramón Benito de La Rosa y Carpio (1995-2003) nommé archevêque de Santiago de los Caballeros
- Gregorio Nicanor Peña Rodríguez (2004-2020)
- Jesús Castro Marte (2020- )